# SONAS (informatique)
Pour les articles homonymes, voir Sonas.
SONAS (Scale Out Network Attached Storage) est le nom d'une méthode de stockage de données dans un nuage informatique (cloud), de la société IBM.
Elle gère jusqu'à 14,4 pétaoctets et plusieurs milliards des fichiers possibles en un système de fichiers unique. Les accès sont possibles en accès aléatoire comme en streaming séquentiel, les accents étant mis sur la bande passante et sur une fiabilité obtenue au moyen de redondance.